# (6) Hébé
Pour les articles homonymes, voir Hébé (homonymie).
(6) Hébé (désignation internationale (6) Hebe) est un gros astéroïde de la ceinture principale. Sa surface est de couleur claire et est composée de nickel, de fer et de roches silicatées.
C'est le sixième astéroïde découvert, le 1er juillet 1847. C'est la seconde et dernière découverte due à Karl Ludwig Hencke,, qui avait précédemment découvert (5) Astrée. C'est Carl Friedrich Gauss qui lui aurait donné le nom de la déesse grecque de la jeunesse, Hébé, échanson des dieux de l'Olympe jusqu'à ce qu'elle soit mariée à Héraclès. Le prince troyen Ganymède lui succéda alors.
Les premiers astéroïdes découverts possèdent un symbole astronomique et celui de Hébé est .
Le 5 mars 1977, Hébé occulta l'étoile de 3e magnitude Kaffaljidhma (γ Ceti). C'est la seule occultation observée jusqu'ici. Paul D. Maley déclara avoir détecté un petit satellite naturel orbitant autour de l'astéroïde lors de cette occultation, auquel il accorda le sobriquet « Jébé » (en anglais, « Hebe Jebe » = « Heebie Jeebies » est le nom d'une mélodie bien connue). Cette découverte n'a pas pu être confirmée jusqu'ici.